# Roberto Straal
Roberto Straal (* 19. Dezember 1966 in Arnhem) ist ein ehemaliger niederländischer Fußballspieler, der meist auf der Position des Vorstoppers spielte.

## Karriere
Der 1,92 Meter große Straal, dessen Vorfahren aus dem Surinam stammen,  begann seine Karriere 1986 bei De Graafschap in der zweiten niederländischen Fußballliga. Nach einem Jahr wechselte er zu seinem Heimatverein Vitesse Arnheim, etablierte sich dort als Stammspieler und spielte dort bis 1994, wo er den Aufstieg des Klubs in die holländische Spitze mitmachte und 14 Mal im UEFA-Pokal spielte. Nach einem eher durchwachsenen Jahr bei MVV Maastricht wurde er zu SC Heerenveen transferiert. Mit dem friesischen Verein kam er wieder in den UEFA-Pokal und blieb bis 1998. Dann wagte er den Sprung in die Bundesliga zu Arminia Bielefeld. An der Seite seiner Landsleute Rob Maas und Sonny Silooy absolvierte Straal in drei Jahren 26 Spiele in der 1. und 2. Liga, ehe er seine Karriere beendete.
Nach einem Intermezzo als Trainer beim Amateurklub Volharding ist Straal nun Marketing-Mitarbeiter bei seinem Heimatklub Vitesse Arnheim.